# زورا كيروفا
زورا كيروفا (بالتشيكية: Zora Keslerová)‏ هي عارضة وممثلة تشيكية، ولدت في 11 أغسطس 1950 ببراغ في التشيك.

## وصلات خارجية
- زورا كيروفا على موقع IMDb (الإنجليزية)
- زورا كيروفا على موقع ألو سيني (الفرنسية)
- زورا كيروفا على موقع أول موفي (الإنجليزية)
- زورا كيروفا على موقع ديسكوغز (الإنجليزية)
- زورا كيروفا على موقع قاعدة بيانات الفيلم (الإنجليزية)
- زورا كيروفا على موقع كينوبويسك (الروسية)